# Riverdale (Wirginia)
Riverdale – jednostka osadnicza w Stanach Zjednoczonych, w stanie Wirginia, w hrabstwie Halifax.